# Gadirtha cuprescens
Gadirtha cuprescens är en fjärilsart som beskrevs av George Francis Hampson 1912. Gadirtha cuprescens ingår i släktet Gadirtha och familjen trågspinnare. Inga underarter finns listade i Catalogue of Life.